# Brett Connolly
Brett Connolly (Campbell River, 2 de maio de 1992)  é um jogador profissional de hóquei no gelo canadense que atua na posição de right winger pelo Washington Capitals, da NHL.

## Carreira
Brett Connolly foi draftado na 6º posição, pelo Tampa Bay Lightning no Draft de 2010.

## Títulos

### Washington Capitals
- Stanley Cup: 2018